# Гірські віскачі
Lagidium (Гірський віскачі, лагідій) — рід гризунів родини шиншилових (Chinchillidae). Населяють сухі, кам'янисті, гірські місцевості з рідкісною рослинністю. У Перу вони найчастіше зустрічаються на висотах 3000—5000 метрів над рівнем моря.

## Морфологія
Морфометрія. Довжина голови й тіла: 300–450 мм, довжина хвоста: 200–400 мм, вага найменшого виду L. peruanum 900–1600 грамів, але інші види можуть мати вагу до 3 кг.
Опис. Волосяний покрив густий, м'який, окрім як на верхній частині хвоста, де є грубим. Забарвлення верхньої частини тіла змінюється зі збільшенням висота проживання від темно-сірого до майже шоколадно-коричневого. Наявна чорна серединна спинна смуга, яка є помітнішою в південних популяцій. Низ тіла зазвичай білий, жовтий або блідо-сірий. Кінчик хвоста від чорного до червонувато-коричневого. Гірські віскачі мають вигляд довгохвостих кроликів, а в Патагонії їх називають «скельними вивірками». Покриті м'яким та щільним хутром, починаючи від кінчиків видовжених вух з білими кінчиками, до кінця довгого скрученого хвоста. На кінцівках по чотири пальці. Емаль різців незафарбована. Самиці мають одну пару бічних грудних молочних залоз.

## Поведінка
Це денні тварини, котрі не впадають у сплячку. Живуть в ущелинах і тріщинах скель і проводять більшу частину дня на зручних виступах, приймаючи сонячні ванни й чистячи хутро. Нори копають погано і їх рідко можна побачити в ґрунтових норах. Бігають і стрибають серед скель з великою спритністю. Lagidium їдять практично будь-якого виду рослини, у тому числі лишайники, мох і трави.

## Життєвий цикл
Вагітність у L. peruanum триває 140 днів, у L. viscacia 120–140 днів. Тільки одне маля народжується за раз. Воно вкрите волосяним покривом, його очі відкриті і воно може їсти тверду їжу на перший день життя. Вага новонароджених 180 грамів у L. peruanum і 260 грамів у L. viscacia. Відлучаються від молока зазвичай на 8 тижні, статева зрілість досягається в однорічному віці. Хоча небагато з Lagidium живуть більш як 3 роки, один поневолений L. peruanum жив 19 років і 6 місяців.

## Класифікація
Рід має чотири види:
- Рід Lagidium (Гірські віскачі)
  - Вид Lagidium moreni
  - Вид Lagidium peruanum (Віскача перуанська)
  - Вид Lagidium viscacia (Віскача південна)
  - Вид Lagidium wolffsohni (Віскача Вольфзона)
  - Вид Lagidium ahuacaense (Віскача агуаканська)